# 詹天佑 (电影)
《詹天佑》，中国大陆传记片，导演孙道临、姚寿康，主演冯淳超、孔祥玉、高明、卢奇、林连昆、戴兆安、惠娟艳。

## 剧情
1904年（大清光绪三十年），清政府决心修筑京城到张家口的铁路，大英帝国和沙皇俄国为了争夺修筑权利益互相向清政府施压，导致清政府骑虎难下，最后计划破产，便自行修建。清政府旋即在招聘科技人才，耶鲁大学毕业生詹天佑最终被招聘，并且成功设计了京张铁路。孙中山等革命人士建立民国之后，提出“全国铁路网”，詹天佑再度出山，建立了贯穿南北的铁路。

## 演出
| 演员   | 角色   | 备注 |
| 冯淳超 | 詹天佑 |      |
| 孔祥玉 | 杨逊   |      |
| 高明   | 郑元直 |      |
| 卢奇   | 孙中山 |      |
| 林连昆 | 袁世凯 |      |
| 戴兆安 | 邝孙谋 |      |
| 惠娟艳 | 谭菊珍 |      |
| 刘威   | 小橘子 |      |
| 侯勇   | 太监   |      |

## 制作
1963年，北京电影学院导演凌子风计划拍摄《詹天佑》，并且邀请此片导演孙道临出演詹天佑，但是由于文化大革命的到来而被迫终止。
1998年，因父亲曾在长辛店铁路机厂任职而对铁路耳濡目染的孙道临开始重新计划拍摄电影《詹天佑》。该片从剧本写作到拍摄完毕，一共花费了3年，历尽艰辛。据罗伯特·劳伦斯·库恩的《他改变了中国：江泽民传》，孙道临1998年9月曾向时任中共中央总书记江泽民反映，潜在的资方认为本片“没有商业价值”，江泽民遂请求曾在铁道部担任部长的时任中宣部部长丁关根予以关注，后来经铁道部出资才得以投入拍摄。
詹天佑的名言“生命有长短、命运有沉升。”是该片的结束语。
该片获得了中共领导高层的肯定，江泽民、丁关根、徐光春、傅志寰都对该片评价甚高。

## 奖项
| 年份   | 奖项                           | 是否得奖 | 备注  |
| ------ | ------------------------------ | -------- | ----- |
| 2001   | 第11届上海影评人奖“十佳影片奖” | 獲獎     |       |
| 2001   | 中宣部“五个一工程”奖           | 獲獎     | [ 7 ] |
| 2000年 | 华表奖优秀故事片奖             | 獲獎     | [ 7 ] |